# Belilik
Belilik is een bestuurslaag in het regentschap Bangka Tengah van de provincie Bangka-Belitung, Indonesië. Belilik telt 2099 inwoners (volkstelling 2010).